# Légiforgalmi irányítás

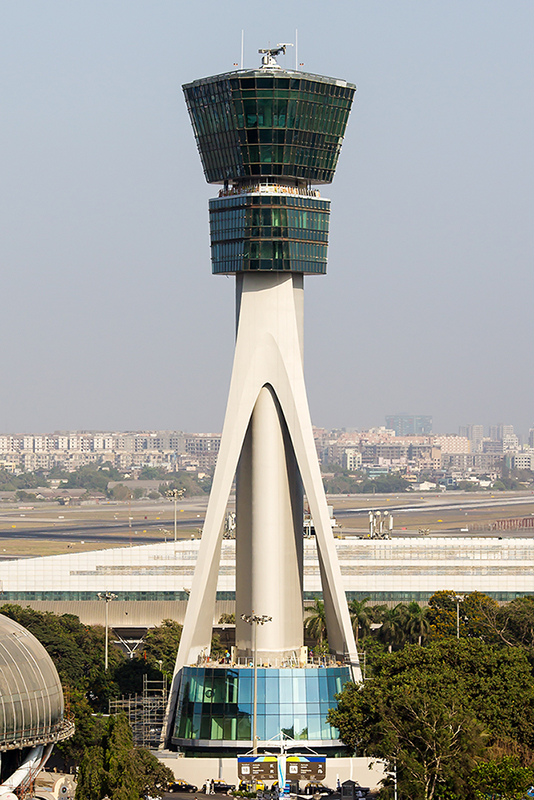
Az indiai Mumbai nemzetközi repülőtér légiforgalmi irányító tornya.

A légiforgalmi irányítás (ATC) földi légiforgalmi irányítók által nyújtott szolgáltatás, akik a földön és az ellenőrzött légtér adott szakaszán keresztül irányítják a repülőgépeket, és tanácsadási szolgáltatásokat nyújthatnak a nem irányított légtérben lévő légi járműveknek. Az ATC elsődleges célja az ütközések megelőzése, a légi forgalom megszervezése és felgyorsítása, valamint a pilóták tájékoztatása és egyéb támogatása.
A légiforgalmi irányítás (ATC) személyzete radar segítségével figyeli a repülőgépek helyzetét az általuk kijelölt légtérben, és rádión keresztül kommunikál a pilótákkal. Az ütközések elkerülése érdekében az ATC forgalomelválasztási szabályokat alkalmaz, amelyek biztosítják, hogy minden repülőgép körül mindig legyen egy minimális „üres tér”. Az ATC általában szolgáltatásokat nyújt minden magán-, katonai és kereskedelmi repülőgép számára, amely a légtérben működik, nem csak a polgári repülőgépek számára.
A repülés típusától és a légtér osztályától függően az ATC olyan utasításokat adhat ki, amelyeket a pilótáknak kötelességük betartani, vagy olyan tanácsokat (egyes országokban repülési információnak nevezik), amelyeket a pilóták saját belátásuk szerint figyelmen kívül hagyhatnak. A repülőgép parancsnoki pilótája mindig megőrzi a végső felelősséget a gép biztonságos üzemeltetéséért, és vészhelyzetben eltérhet az ATC utasításaitól, ha ez szükséges a repülőgép biztonságos üzemeltetésének fenntartásához. 

## Nyelv
A Nemzetközi Polgári Repülési Szervezet (ICAO) előírásai szerint az ATC műveletek vagy angol nyelven, vagy a földi állomás által használt helyi nyelven zajlanak. A gyakorlatban egy régió anyanyelvét használják; kérésre azonban angol nyelvet kell használni.

## Történelem
1920-ban a London melletti Croydon repülőtér volt a világ első repülőtere, ahol bevezették a légiforgalmi irányítást. A „repülőtéri irányítótorony” egy 15 láb (5 m) magas fakunyhó volt, mind a négy oldalán ablakokkal. 1920. február 25-én állították üzembe, és alapvető forgalmi, időjárási és helymeghatározási információkat szolgáltatott a pilótáknak. 
Az Egyesült Államokban a légiforgalmi irányítás három részre oszlott. Az első légipostai rádióállomások (AMRS) 1922-ben jöttek létre, az I. világháború után, amikor az Egyesült Államok Postahivatala elkezdte használni az amerikai hadsereg által fejlesztett módszereket a felderítő repülőgépek mozgásának irányítására és nyomon követésére. Az AMRS idővel átalakult repülési szolgálati állomásokká. A mai repülési szolgálati állomások nem adnak ki irányítási utasításokat, de számos más repüléssel kapcsolatos információs szolgáltatást nyújtanak a pilótáknak. Emellett továbbítják az ATC utasításait azokban a területekben, ahol a repülési szolgálat az egyetlen rádió- vagy telefonkapcsolattal rendelkező létesítmény.Az első repülőtéri forgalomirányító torony, amely az érkezések, indulások és a repülőgépek földi mozgását szabályozta egy adott repülőtéren az Egyesült Államokban, 1930-ban nyílt meg Clevelandben. A megközelítési és indulási irányítási létesítmények az 1950-es években, a radar bevezetése után jöttek létre, hogy a nagyobb repülőterek körüli forgalmas légteret ellenőrizzék. Az első légi útvonal-forgalomirányító központot (ARTCC), amely az indulás és a célállomás közötti repülőgépek mozgását irányítja, Newarkban nyitották meg 1935-ben, majd 1936-ban Chicagóban és Clevelandben. Jelenleg az Egyesült Államokban a Szövetségi Légügyi Hatóság (Federal Aviation Administration, FAA) 22 légi útvonal-forgalomirányító központot üzemeltet.
Az 1956-os Grand Canyon légiközlekedési ütközés után, amelyben mind a 128 ember meghalt, 1958-ban az FAA kapta a légiforgalmi felelősséget az Egyesült Államokban, és ezt más országok is követték. 1960-ban Nagy-Britannia, Franciaország, Németország és a Benelux államok létrehozták az Eurocontrolt, légtereiket egyesíteni szándékozva. Az első és egyetlen kísérlet az irányítók országok közötti összevonására az Eurocontrol által 1972-ben alapított Maastricht Upper Area Control Center (MUAC), amely Belgiumra, Luxemburgra, Hollandiára és Északnyugat-Németországra terjed ki. 2001-ben az Európai Unió (EU) egy „Egységes Európai Égbolt” létrehozását tűzte ki célul, a hatékonyság növelése és a méretgazdaságosság megszerzése reményében.

## Repülőtéri forgalomirányító torony

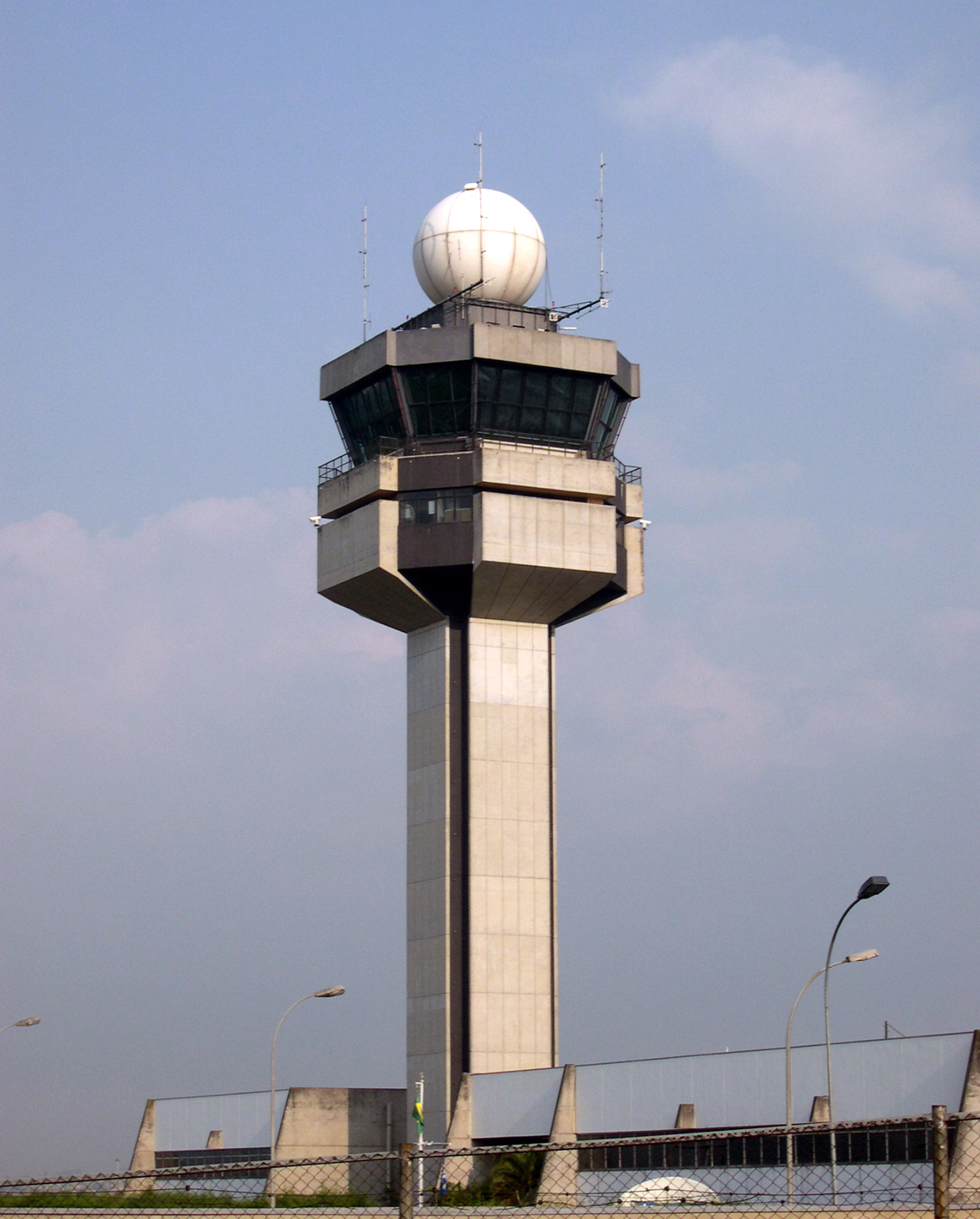
A São Paulo–Guarulhos nemzetközi repülőtér irányítótornya.

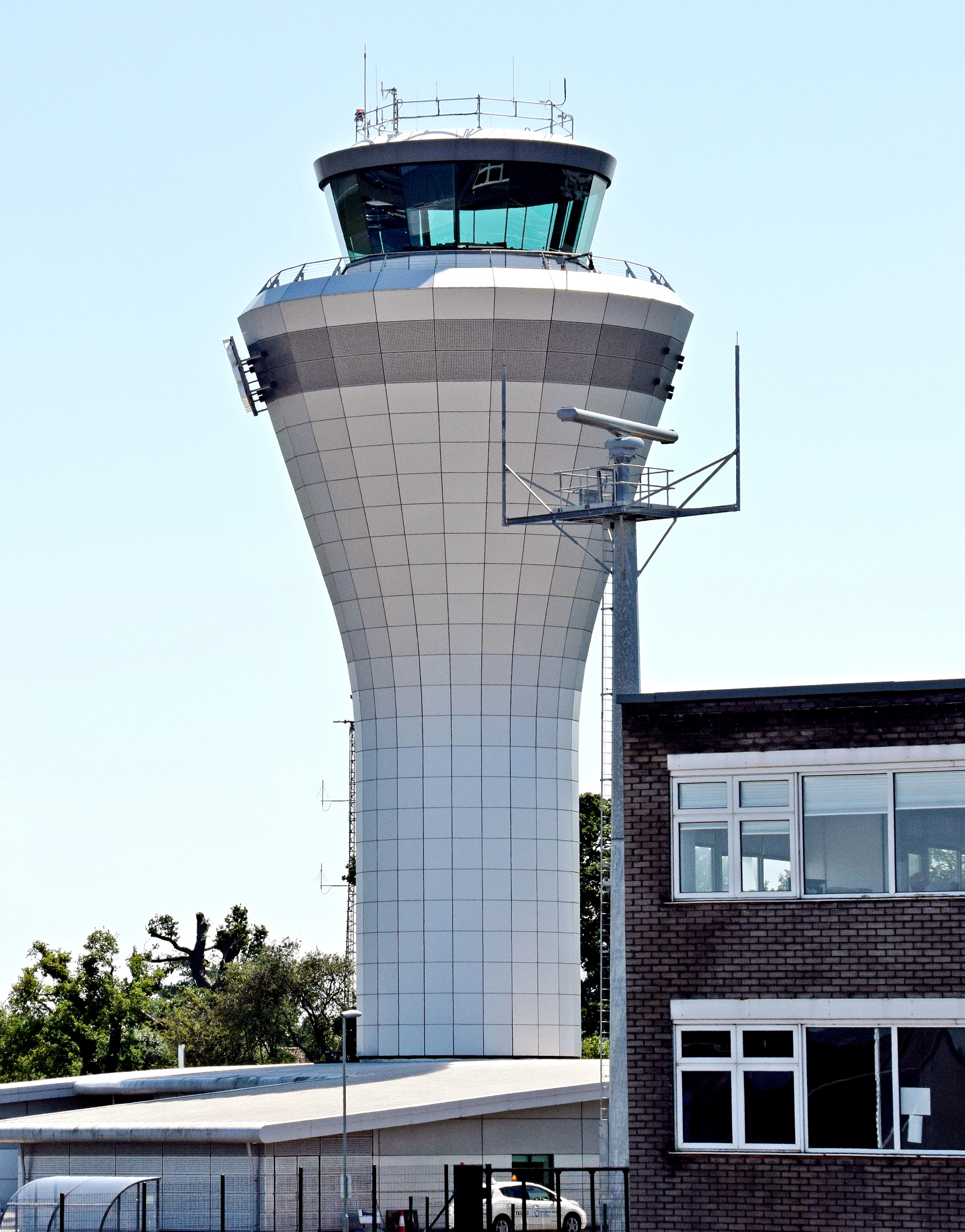
Irányítótorony a birminghami repülőtéren, Anglia.

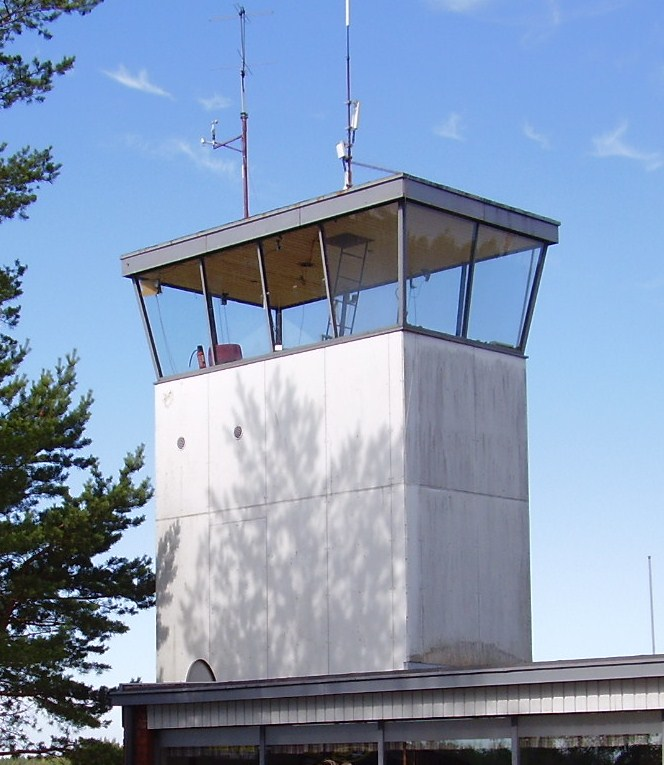
Kis irányítótorony a Räyskälä repülőtéren Loppiban, Finnországban.

A repülőtér közvetlen környezetének irányításának elsődleges módja a vizuális megfigyelés a repülőtéri irányítótoronyból. Az irányítótorony általában egy magas, ablakokkal ellátott épület, amely a repülőtér területén helyezkedik el. A légiforgalmi irányítók (rövidítve "irányítók") felelősek a repülőgépek és járművek elválasztásáért és hatékony mozgásáért a repülőtér gurulóútjain és kifutópályáin, valamint a repülőtérhez közel, általában 5-10 tengeri mérföld (9-19 kilométer; 6-12 mérföld) távolságban lévő légtérben, az adott repülőtéri eljárásoktól függően. Az irányítónak pontosan és hatékonyan kell alkalmaznia a szabályokat és eljárásokat, ugyanakkor rugalmasan kell igazodnia a különböző körülményekhez, gyakran időnyomás alatt.  Egy tanulmány, amely összehasonlította az általános népesség stressz-szintjét ezzel a munkakörrel, jelentősen magasabb stressz-szintet mutatott az irányítóknál. Ez az eltérés részben magyarázható a munka jellegzetességeivel. 
A nagyobb repülőterek irányítói számára is elérhetőek a térfigyelő kijelzők, amelyek segítik a légi forgalom irányítását. Az irányítók másodlagos felügyeleti radarnak nevezett radarrendszert használhatnak a közeledő és induló légi forgalomhoz. Ezek a kijelzők tartalmazzák a terület térképét, a különböző repülőgépek helyzetét, valamint adatcímkéket, amelyek a repülőgép azonosítását, sebességét, magasságát és a helyi eljárásokban leírt egyéb információkat tartalmazzák. Kedvezőtlen időjárási körülmények között a toronyirányítók felszíni mozgási radarral (SMR), felszíni mozgást irányító és irányító rendszerrel (SMGCS) vagy fejlett felszíni mozgást irányító és irányító rendszerrel (ASMGCS) is használhatnak a forgalom irányítására a manőverezési területen (gurulóutak és kifutópályák). ).
Az irányítótorony irányítóinak felelősségi körei három általános működési területre oszthatók: helyi irányítás (vagy légi irányítás), földi irányítás, valamint repülési adatok / engedélykiadás. Más kategóriák, például a repülőtéri előtér irányítása vagy a földi mozgások tervezése, szintén létezhetnek rendkívül forgalmas repülőtereken. Míg minden irányítótorony egyedi, repülőtér-specifikus eljárásokat alkalmazhat, például több irányítói csapatot (műszakokat) a nagyobb vagy összetettebb repülőtereken, amelyek több kifutópályával rendelkeznek, az alábbiakban általános áttekintést nyújtunk az irányítótorony környezetében végzett felelősségmegosztásról.
A távoli és virtuális torony (RVT) egy olyan rendszer, amely azon alapul, hogy a légiforgalmi irányítók máshol helyezkednek el, mint a helyi repülőtéri toronyban, és továbbra is képesek légiforgalmi irányító szolgáltatásokat nyújtani.   A légiforgalmi irányítók kijelzői lehetnek élő videó, felügyeleti érzékelők adatain alapuló szintetikus képek, vagy mindkettő.

### Földi irányítás

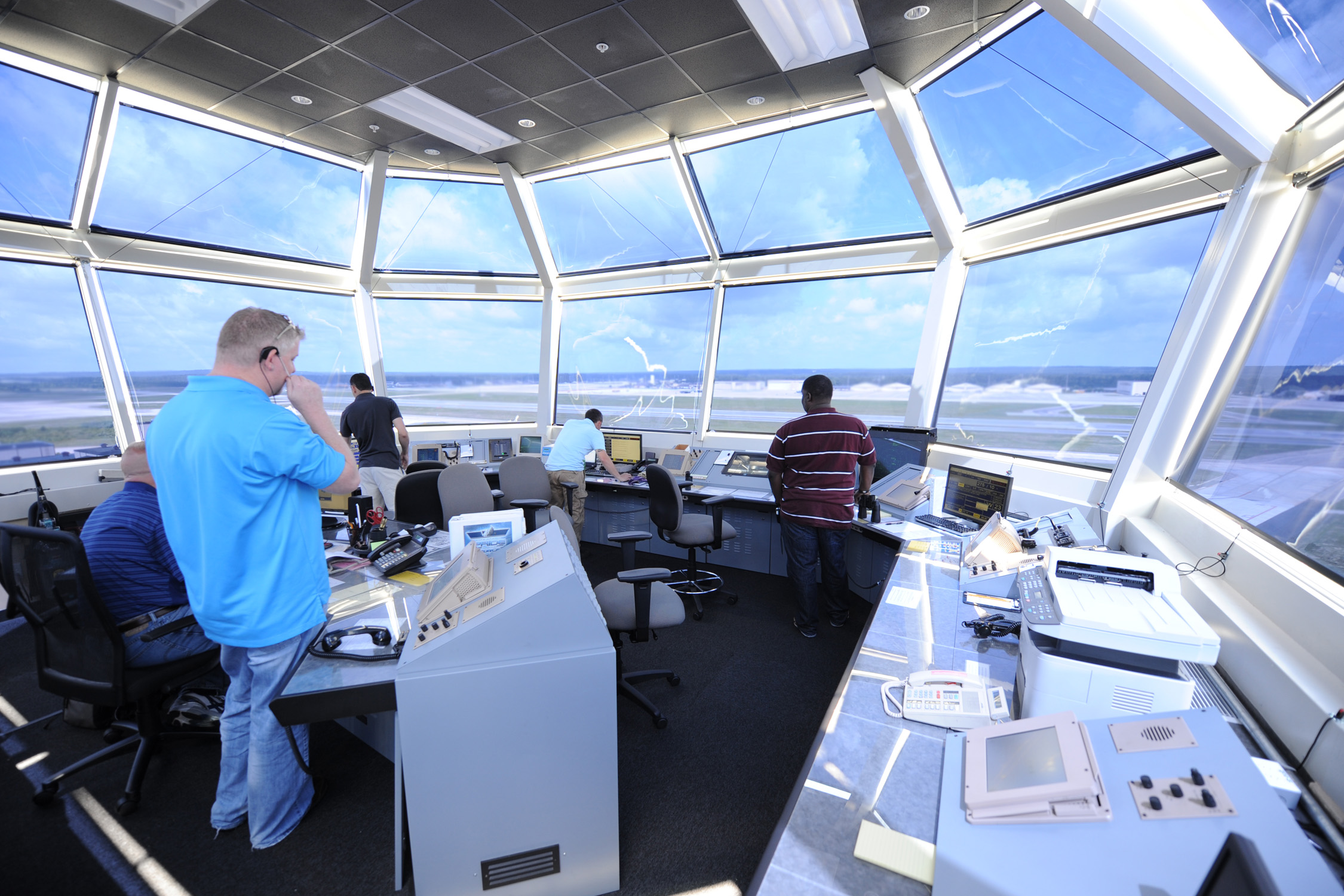
A Pope Field légiforgalmi irányító torony belsejében.

A földi irányítás (néha ground movement control, GMC) felelős a repülőtér movement területeiért, valamint a légitársaságok vagy más felhasználók számára nem átadott területekért. Ez általában magában foglalja az összes gurulóutat, az inaktív kifutópályákat, a várótereket és néhány átmeneti előteret vagy kereszteződést, ahová a repülőgépek megérkeznek, miután elhagyták a kifutópályát vagy az indulási kaput. A pontos területek és az ellenőrzési felelősségek egyértelműen meghatározottak a helyi dokumentumokban és megállapodásokban minden repülőtéren. Minden légi járműnek, járműnek vagy személynek, aki ezeken a területeken sétál vagy dolgozik, engedélyt kell kapnia a földi irányítástól. Ez általában VHF / UHF rádión keresztül történik, de lehetnek speciális esetek, amikor más eljárásokat is alkalmaznak. A légi járműveknek vagy rádióval nem rendelkező járműveknek repülési fényjelzésekkel kell reagálniuk az ATC utasításaira, vagy pedig rádióval felszerelt hivatalos repülőtéri járműveknek kell őket vezetniük. A repülőtér felületén dolgozó emberek általában rendelkeznek egy kommunikációs kapcsolattal, amelyen keresztül kommunikálhatnak a földi irányítással, általában kézi rádión vagy akár mobiltelefonon keresztül. A földi irányítás létfontosságú a repülőtér zökkenőmentes működéséhez, mivel ez a pozíció befolyásolja az induló repülőgépek sorrendjét, befolyásolva a repülőtér működésének biztonságát és hatékonyságát.
A forgalmasabb repülőtereken felszíni mozgásradarokat (SMR) alkalmaznak, például az ASDE-3, AMASS vagy ASDE-X rendszereket, amelyek a földön lévő repülőgépeket és járműveket jelenítik meg. Ezeket a földi irányítás további eszközként használja a földi forgalom irányítására, különösen éjszaka vagy rossz látási viszonyok között. Ezeknek a rendszereknek a képességei széles skálán mozognak, mivel folyamatosan modernizálják őket. A régebbi rendszerek egy térképet és a célpontokat jelenítik meg a repülőtérről. Az újabb rendszerek azonban már magasabb minőségű térképeket, radar célpontokat, adatblokkokat és biztonsági riasztásokat is meg tudnak jeleníteni, valamint integrálódhatnak más rendszerekkel, például digitális repülési csíkrendszerekkel.

### Légvezérlés vagy helyi irányítás
A légi irányítás (amelyet a pilóták tower vagy tower control ismernek) felelős az aktív futópálya felületekért. A légi irányítás engedélyt ad a repülőgép fel- vagy leszállására, miközben biztosítja, hogy az előírt futópálya-elválasztás mindenkor fennáll. Ha a légiirányító bármilyen nem biztonságos körülményt észlel, a leszálló repülőgép utasítható, hogy „ menjen körbe ”, és újra besorolható a leszállási mintába. Ez az újrasorolás a repülés típusától függ, és a légi irányító, a megközelítés vagy a terminálterület irányítója végezheti el.
Az irányítótoronyban a légi irányítás és a földi irányítás közötti szigorúan szabályozott kommunikációs folyamat elengedhetetlen. A légi irányításnak biztosítania kell, hogy a földi irányítás tisztában legyen minden olyan művelettel, amely hatással lehet a gurulóutakra. Emellett együtt kell működniük a megközelítési radarirányítókkal, hogy réseket hozzanak létre az érkező forgalomban, lehetővé téve a guruló forgalom számára a kifutópályák keresztezését, illetve az induló repülőgépek felszállását. A földi irányításnak viszont folyamatosan tájékoztatnia kell a légi irányítókat a kifutópályák felé tartó forgalomról, hogy a hatékony megközelítési távolság kialakításával maximalizálják a kifutópályák kihasználtságát. Az erőforrás-menedzsment eljárásait (Crew Resource Management, CRM) gyakran alkalmazzák annak érdekében, hogy ez a kommunikációs folyamat hatékony és egyértelmű legyen. A légiforgalmi irányításon belül ezt általában "csapat-erőforrás menedzsmentnek" (Team Resource Management, TRM) nevezik. A TRM-re fordított figyelem szintje azonban különböző légiforgalmi irányító szervezeteknél eltérő lehet.

### Repülési adatok és engedélykiadás
Az engedélykiadás (Clearance Delivery) az a pozíció, amely az útvonalengedélyeket adja ki a repülőgépek számára, jellemzően még azelőtt, hogy megkezdenék a gurulást. Ezek az engedélyek tartalmazzák azokat az útvonal-részleteket, amelyeket a repülőgépnek az indulás után követnie kell. Az engedélykiadás, vagy forgalmasabb repülőtereken a földi mozgástervező (Ground Movement Planner, GMP) vagy a forgalomirányítási koordinátor (Traffic Management Coordinator, TMC), szükség esetén egyeztet a megfelelő radarirányító központtal vagy forgalomszabályozó egységgel, hogy megszerezze a repülőgépek felszállási engedélyét. A forgalmas repülőtereken ezek az engedélyek gyakran automatikusak, és helyi megállapodások szabályozzák őket, lehetővé téve a "szabad áramlású" indulásokat.
Amikor az időjárás vagy egy adott repülőtérre vagy légtérre vonatkozó rendkívül nagy kereslet problémát okoz, földi "stopok" (ground stops) vagy időrés-késések (slot delays) léphetnek életbe, illetve szükség lehet az útvonalak módosítására annak érdekében, hogy a rendszer ne terhelődjön túl. Az engedélykiadás elsődleges felelőssége annak biztosítása, hogy a repülőgép megkapja a helyes repülőtéri információkat, például az időjárásra és a repülőtéri körülményekre vonatkozó adatokat, az indulás utáni helyes útvonalat, valamint az adott járatra vonatkozó időkorlátozásokat. Ez az információ összehangoltan kerül továbbításra a megfelelő radarirányító központtal, forgalomszabályozó egységgel és a földi irányítással, hogy biztosítsák, hogy a repülőgép időben elérje a kifutópályát az adott egység által előírt időkorláthoz igazodva. Egyes repülőtereken az engedélykiadás magában foglalja a repülőgépek kitolási és hajtóműindítási terveit is, amely esetben földi mozgástervezőként (GMP) ismert. Ez a pozíció különösen fontos a zsúfolt repülőtereken, hogy elkerüljék a gurulóutak és a repülőgép parkolók zsúfoltságát.
A repülési adatok (amelyeket gyakran kombinálnak az engedélykiadással) az a pozíció, amely felelős annak biztosításáért, hogy az irányítók és a pilóták is rendelkezzenek a legfrissebb információkkal, például az aktuális időjárási változásokról, szolgáltatáskimaradásokról, repülőtéri földi késésekről / földi stopokról, kifutópályák lezárásáról stb. A repülési adatok tájékoztatást nyújthatnak a pilótáknak egy adott frekvencián sugárzott folyamatos rögzített üzenet formájában, amelyet automatikus terminálinformációs szolgáltatásnak (Automatic Terminal Information Service, ATIS) neveznek.

## Megközelítési és termináli irányítás

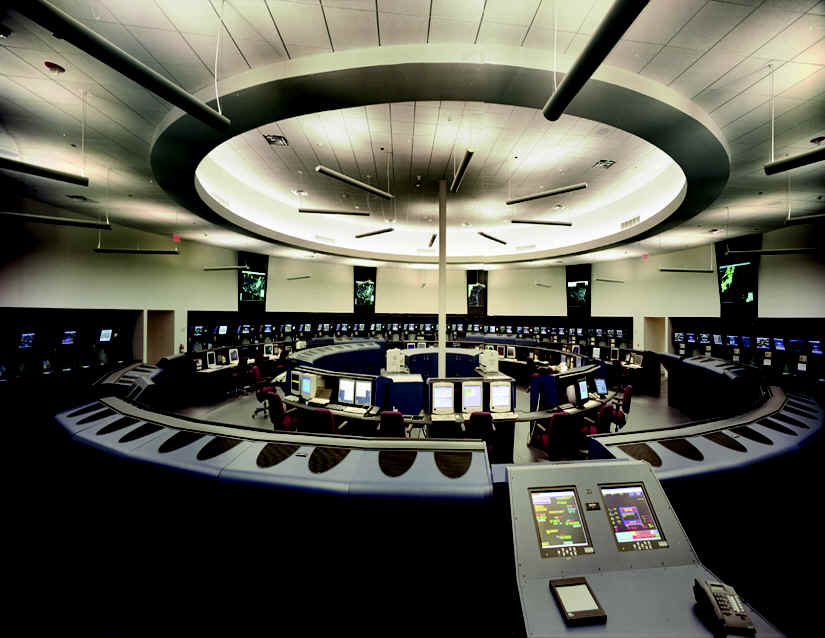
Potomac konszolidált TRACON Warrentonban, Virginia államban, az Egyesült Államokban.

Számos repülőtér rendelkezik egy adott repülőtérhez tartozó radarirányító létesítménnyel. A legtöbb országban ezt terminál irányításnak nevezik, és TMC rövidítéssel jelölik; az Egyesült Államokban ezt terminál radar megközelítési irányításnak vagy TRACON-nak hívják. Miközben minden repülőtér különbözik, a terminál irányítók általában a repülőtér körüli 30–50 tengeri mérföldes (56–93 km; 35–58 mérföld) sugarú terület forgalmát kezelik. Ha több forgalmas repülőtér található egymás közelében, egy összevont terminálirányító központ szolgálhatja ki az összes repülőteret. A terminálirányító központ számára kijelölt légtérhatárok és magasságok – amelyek repülőtérenként jelentősen eltérnek – olyan tényezőktől függenek, mint a forgalmi áramlások, a szomszédos repülőterek és a terepviszonyok. Egy nagy és összetett példa a London Terminal Control Centre (LTCC) volt, amely öt fő londoni repülőtér forgalmát irányította, akár 20 000 láb (6 096 méter) magasságig és 100 tengeri mérföld (185 kilométer; 115 mérföld) távolságig.
A terminálvezérlők felelősek az összes ATC szolgáltatásért a légterükön belül. A forgalom nagyjából indulókra, érkezésekre és átrepülésekre oszlik. Ahogy a repülőgépek be- és kilépnek a terminál légterébe, „átadják” őket a következő megfelelő irányító egységnek (irányítótorony, útvonali irányító létesítmény vagy határos terminál vagy megközelítési irányítás). A terminálirányítás feladata annak biztosítása, hogy a repülőgépek megfelelő magasságban legyenek, amikor átadják őket, és hogy a repülőgépek megfelelő ütemben érkezzenek a leszálláshoz.
Nem minden repülőtéren áll rendelkezésre radaros megközelítés vagy terminálvezérlés. Ebben az esetben az útvonali központ vagy a szomszédos terminál vagy megközelítési vezérlő közvetlenül koordinálhat a repülőtéren lévő toronnyal, és átirányíthatja a bejövő repülőgépeket egy olyan helyre, ahonnan vizuálisan le tudnak szállni. E repülőterek némelyikén a torony nem radaros eljárási megközelítési szolgáltatást nyújthat a radaregységtől átadott érkező repülőgépek számára, mielőtt azok láthatóvá válnának a leszálláshoz. Egyes egységek dedikált megközelítési egységgel is rendelkeznek, amely az eljárási megközelítési szolgáltatást folyamatosan, vagy bármilyen okból bekövetkező radarkimaradás esetén is képes ellátni.
Az Egyesült Államokban a TRACON-okat egy háromjegyű alfanumerikus kód is jelöli. Például a Chicago TRACON jelölése C90.

## Területirányító központ / Útvonal irányító központ

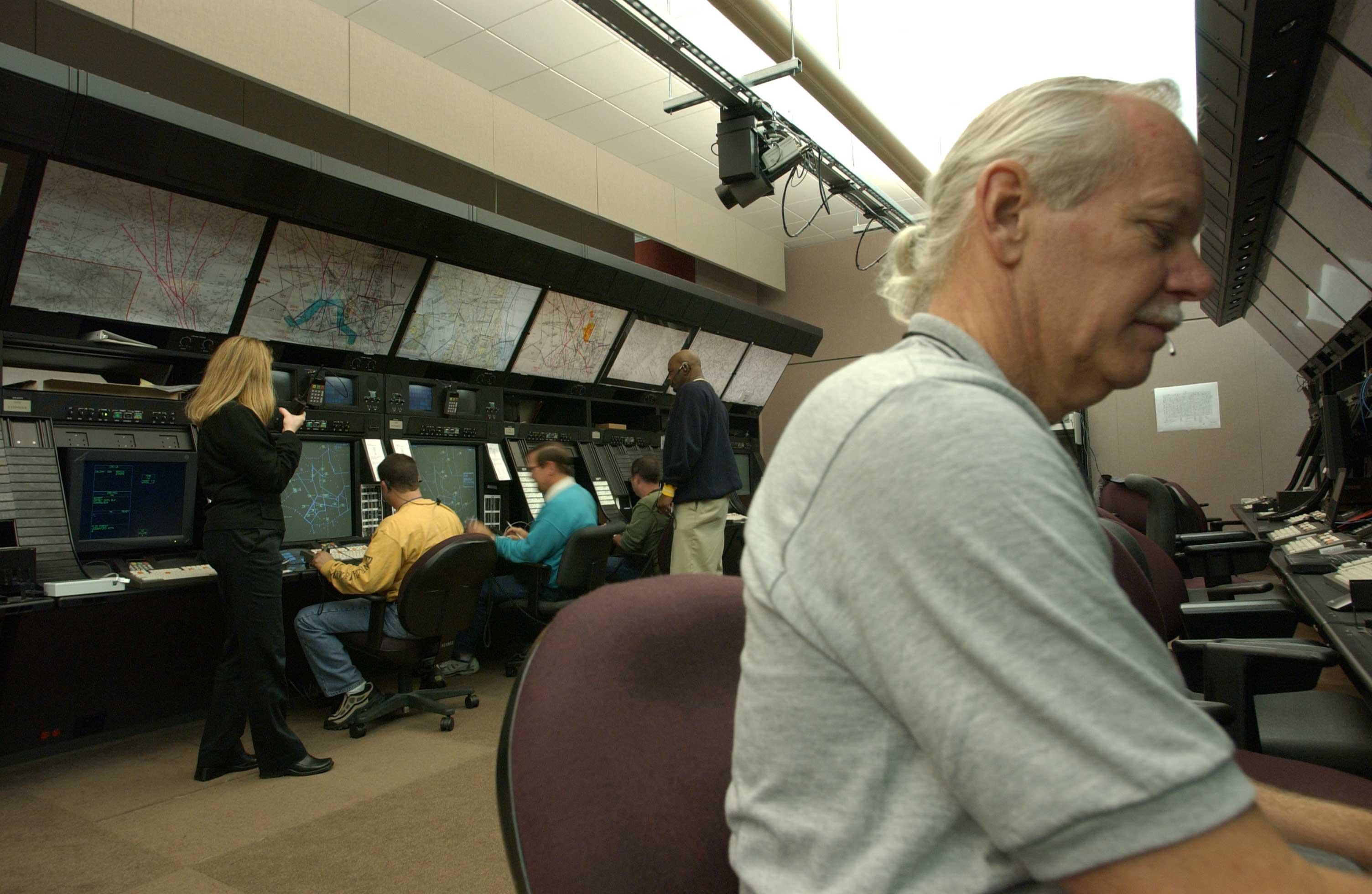
A Washington Air Route Traffic Control Center kiképzési osztálya, Leesburg, Virginia, Egyesült Államok.

A légiforgalmi irányítás a repülőterek közötti repülésben közlekedő repülőgépek számára is nyújt szolgáltatásokat. A pilóták a két elkülönítési szabály egyike szerint repülnek: vizuális repülési szabályok (VFR) vagy műszeres repülési szabályok (IFR). A légiforgalmi irányítók felelőssége eltérő a különböző szabályok szerint üzemelő légi járművekkel szemben. Míg az IFR-repülések pozitív irányítás alatt állnak, az Egyesült Államokban és Kanadában a VFR-pilóták „repüléskövetést” (radar advisories) kérhetnek, amely forgalmi tanácsadó szolgáltatásokat nyújt a megengedett időn belül, és segítséget nyújthat az időjárási és repülési területek elkerülésében is. korlátozások, valamint a pilóták beengedése a légiforgalmi irányító rendszerbe, mielőtt bizonyos légtérbe engedélyt kérnének. A pilóták Európa-szerte kérhetnek „ repülési információs szolgáltatást ”, amely hasonló a repüléskövetéshez. Az Egyesült Királyságban „alapszolgáltatásként” ismerik.
Az útvonalon lévő légiforgalmi irányítók engedélyeket és utasításokat adnak ki a fedélzeti légi járművekhez, és a pilóták kötelesek betartani ezeket az utasításokat. Az útvonalirányítók az ország számos kisebb repülőterére is nyújtanak légiforgalmi irányító szolgáltatásokat, beleértve a talajtól való eltávozást és a repülőtér megközelítéséhez szükséges engedélyt. Az irányítók egy sor elválasztási szabványt betartanak, amelyek meghatározzák a repülőgépek közötti minimális távolságot. Ezek a távolságok az ATC szolgáltatások nyújtásához használt berendezésektől és eljárásoktól függően változnak.

### Általános jellemzők
Az útvonalirányító légiforgalmi irányítók olyan létesítményekben dolgoznak, amelyeket légiforgalmi irányító központoknak neveznek, és amelyeket általában „központként” emlegetnek. Az Egyesült Államokban ennek megfelelő elnevezés az „air route traffic control center”. Minden központ egy adott repülési információs régióért (FIR) felelős. Egy repülési információs régió jellemzően több ezer négyzetmérföldnyi légteret és az abban található repülőtereket fedi le. A központok az IFR (műszeres repülési szabályok) szerint közlekedő légijárműveket irányítják attól kezdve, hogy elhagyják egy repülőtér vagy terminál légterét, egészen addig, amíg meg nem érkeznek egy másik repülőtér vagy terminál légterébe. A központok emellett átvehetik a már levegőben lévő VFR (látás szerinti repülési szabályok) szerint közlekedő légijárműveket is, és integrálhatják őket a rendszerükbe. Ezeknek a légijárműveknek a VFR repülési szabályok szerint kell folytatniuk a repülést, amíg a központ nem ad számukra engedélyt.
A központi irányítók felelősek azért, hogy utasításokat adjanak a pilótáknak a repülőgépük kijelölt magasságra való emelkedésére, miközben biztosítják, hogy a repülőgép megfelelő távolságban legyen minden más légijárműtől az adott körzetben. Emellett a repülőgépeket olyan útvonalon kell tartaniuk, amely összhangban van azok repülési útvonalával. Ez a feladat nehezített a keresztező forgalom, szélsőséges időjárási körülmények, különleges küldetések (amelyek nagy légtereket igényelnek), és a forgalom sűrűsége miatt. Amikor a repülőgép közeledik célállomása felé, a központ felelős azért, hogy utasításokat adjon a pilótáknak a magassági korlátozások betartására bizonyos pontokon, továbbá hogy a célállomás repülőterein forgalomáramlást biztosítson, amely megakadályozza, hogy az érkező gépek „összetorlódjanak”. Ezek az úgynevezett „forgalmi korlátozások” gyakran már az útvonal közepén elkezdődnek, mivel az irányítók a célállomásra érkező gépeket olyan módon helyezik el, hogy a célhoz közeledve már sorrendben érkezzenek.
Amint egy repülőgép eléri a központ irányítókörzetének határát, „átadják” vagy „átadják” a következő területi irányítóközpontnak . Egyes esetekben ez az „átadási” folyamat magában foglalja az azonosítás és az adatok átvitelét az irányítók között, hogy a légiforgalmi irányító szolgáltatásokat zökkenőmentesen lehessen nyújtani; más esetekben a helyi megállapodások lehetővé tehetik a „csendes átadást”, így a fogadó központnak nincs szüksége koordinációra, ha a forgalmat egyeztetett módon mutatják be. Az átadás után a repülőgép frekvenciaváltást kap, és a pilótája beszélni kezd a következő irányítóval. Ez a folyamat addig folytatódik, amíg a repülőgépet át nem adják a terminálvezérlőnek („megközelítés”).

### Radar lefedettség
Mivel a központok nagy légteret irányítanak, általában nagy hatótávolságú radarokat használnak, amelyek nagyobb magasságban is képesek látni a repülőgépeket a radarantennától számított 200 tengeri mérföld (370 km; 230 mi) belül. Radaradatokat is használhatnak annak ellenőrzésére, hogy mikor adnak jobb „képet” a forgalomról, vagy mikor tölthetik ki a nagy hatótávolságú radar által nem lefedett terület egy részét.
Az Egyesült Államok légiforgalmi irányítási rendszerében magasabb repülési magasságokban az amerikai légtér több mint 90%-át radar fedi le, gyakran több radar rendszer is. Azonban az alacsonyabb magasságokon, amelyeket a repülőgépek használnak, a lefedettség nem mindig egyenletes, a magas terepviszonyok vagy a radarberendezésektől való távolság miatt. Egy központnak számos radar rendszerre lehet szüksége ahhoz, hogy az általuk felügyelt légteret lefedjék, és gyakran a radarlefedettség alatti magasságokon repülő légijárművektől származó pilótahelyzet-jelentésekre is támaszkodniuk kell. Ez azt eredményezi, hogy a légiforgalmi irányítók hatalmas mennyiségű adatot kezelnek. Ennek kezelésére automatizált rendszereket terveztek, amelyek konszolidálják a radaradatokat az irányítók számára. Ez a konszolidáció magában foglalja az ismétlődő radarjelek eltávolítását, annak biztosítását, hogy az adott földrajzi területhez legjobb radar szolgáltassa az adatokat, és az adatok hatékony formátumban történő megjelenítését.

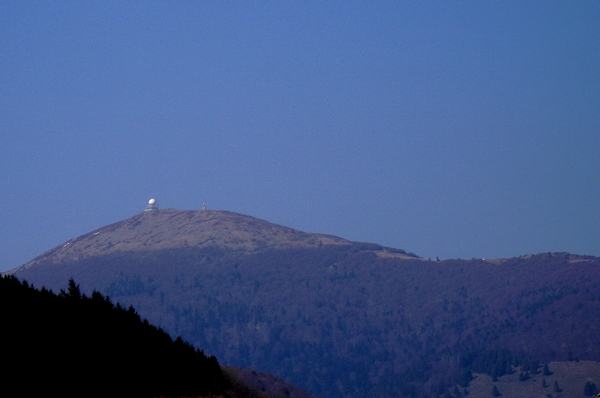
Pilóta nélküli radar egy távoli hegyen.

A központok irányítják a világ óceáni területein haladó forgalmat is. Ezek a területek repülésinformációs régiók (FIR-ek). Mivel nem állnak rendelkezésre radarrendszerek az óceánvezérléshez, az óceánirányítók eljárási vezérléssel ATC-szolgáltatásokat nyújtanak. Ezek az eljárások a légi jármű helyzetjelentéseit, az időt, a magasságot, a távolságot és a sebességet használják az elkülönítés biztosítására. Az irányítók információkat rögzítenek a repülés előrehaladási sávjain és a speciálisan kifejlesztett óceáni számítógépes rendszerekben, mint a repülőgépek helyzetét. Ez a folyamat megköveteli, hogy a repülőgépeket nagyobb távolságok választják el egymástól, ami csökkenti az adott útvonal teljes kapacitását. Az észak-atlanti pályarendszer figyelemre méltó példa erre a módszerre.
Néhány léginavigációs szolgáltató (pl. Airservices Australia, az amerikai Szövetségi Légügyi Hatóság – FAA, Nav Canada stb.) bevezette az automatikus függő felügyelet – sugárzás (ADS-B) technológiát a megfigyelési képességeik részeként. Ez az újabb technológia megfordítja a radar koncepcióját. Míg a radar a válaszjeladót lekérdezve „keresi meg” a célt, az ADS-B-vel felszerelt repülőgépek a fedélzeti navigációs eszközök által meghatározott helyzetjelentéseket „sugározzák”. Az ADS-C az automatikus függő felügyelet egy másik módja, amely azonban „szerződéses” módban működik. Ebben az esetben a repülőgép egy előre meghatározott időintervallum alapján jelentést küld, automatikusan vagy a pilóta kezdeményezésére. Az irányítók kérhetnek gyakoribb jelentéseket is, hogy gyorsabban meghatározzák a repülőgép helyzetét speciális okokból. Azonban, mivel az ADS szolgáltatók által működtetett rendszerben minden jelentés költségét a repülőgépet üzemeltető vállalat viseli, a gyakoribb jelentések kérése általában nem jellemző, kivéve vészhelyzetekben. Az ADS-C jelentősége abban rejlik, hogy ott is használható, ahol radarberendezés infrastruktúrájának telepítése nem lehetséges (pl. tengerek felett). A számítógépes radar kijelzők jelenleg úgy készülnek, hogy képesek legyenek az ADS-C bemenetek integrálására a megjelenített adatok között. Ez a technológia jelenleg az Atlanti-óceán és a Csendes-óceán bizonyos részein használatos, ahol a légtér irányításáért felelős különböző államok megosztva látják el ezt a feladatot.
A „precíziós megközelítési radarokat” (PAR) számos ország légierejének katonai irányítói gyakran használják, hogy segítsék a pilótákat a leszállás végső szakaszaiban, olyan helyeken, ahol a műszeres leszállító rendszer (ILS) és más fejlett fedélzeti eszközök nem állnak rendelkezésre. Ez különösen hasznos gyenge vagy szinte nulla látási viszonyok között. Ezt az eljárást gyakran „beszélgetős irányításnak” (talk-down) is nevezik.
A radararchívum rendszer (RAS) elektronikus nyilvántartást vezet az összes radarinformációról, néhány hétig megőrzi azokat. Ez az információ hasznos lehet a kereséshez és mentéshez . Amikor egy repülőgép „eltűnt” a radarképernyőkről, az irányító áttekintheti a repülőgépről érkező radar utolsó visszaérkezését, hogy meghatározza a várható helyzetét. Példaként tekintse meg a hibajelentést a következő idézetben. A RAS a radarrendszereket karbantartó technikusok számára is hasznos.

### Légi forgalom térképezése
A repülések valós idejű térképezése a légiforgalmi irányítási rendszer és önkéntes ADS-B vevők adataira épül. 1991-ben a Szövetségi Légügyi Hatóság (FAA) elérhetővé tette a repülőgépek helyzetére vonatkozó adatokat a légitársaságok számára. A National Business Aviation Association (NBAA), a General Aviation Manufacturers Association, az Aircraft Owners and Pilots Association, a Helicopter Association International és a National Air Transportation Association kérelmet nyújtott be az FAA-hoz, hogy az ASDI (Aircraft Situational Display to Industry) információkat „szükség esetén” tegyék elérhetővé. Ezt követően az NBAA a légiforgalmi adatok széleskörű terjesztését szorgalmazta. Jelenleg az ASDI rendszer naprakész repülési információkat továbbít a légitársaságoknak és a nyilvánosságnak. Néhány cég, amely ASDI információkat terjeszt, például a Flightradar24, FlightExplorer, FlightView és FlyteComm. Ezek a cégek olyan weboldalakat üzemeltetnek, amelyek ingyenes, frissített információkat nyújtanak a repülések státuszáról a nyilvánosság számára. Emellett önálló programok is elérhetők, amelyek megjelenítik a műszeres repülési szabályok (IFR) szerint közlekedő légi forgalom földrajzi helyzetét az FAA légiforgalmi rendszerén belül bárhol. Ezek a programok a légiforgalmi adatokat különböző térképekkel képesek ábrázolni, például geopolitikai határokkal, légiforgalmi irányító központok határaival, magaslati sugárhajtású útvonalakkal, műholdas felhő- és radar képekkel.

## Problémák

### Forgalom

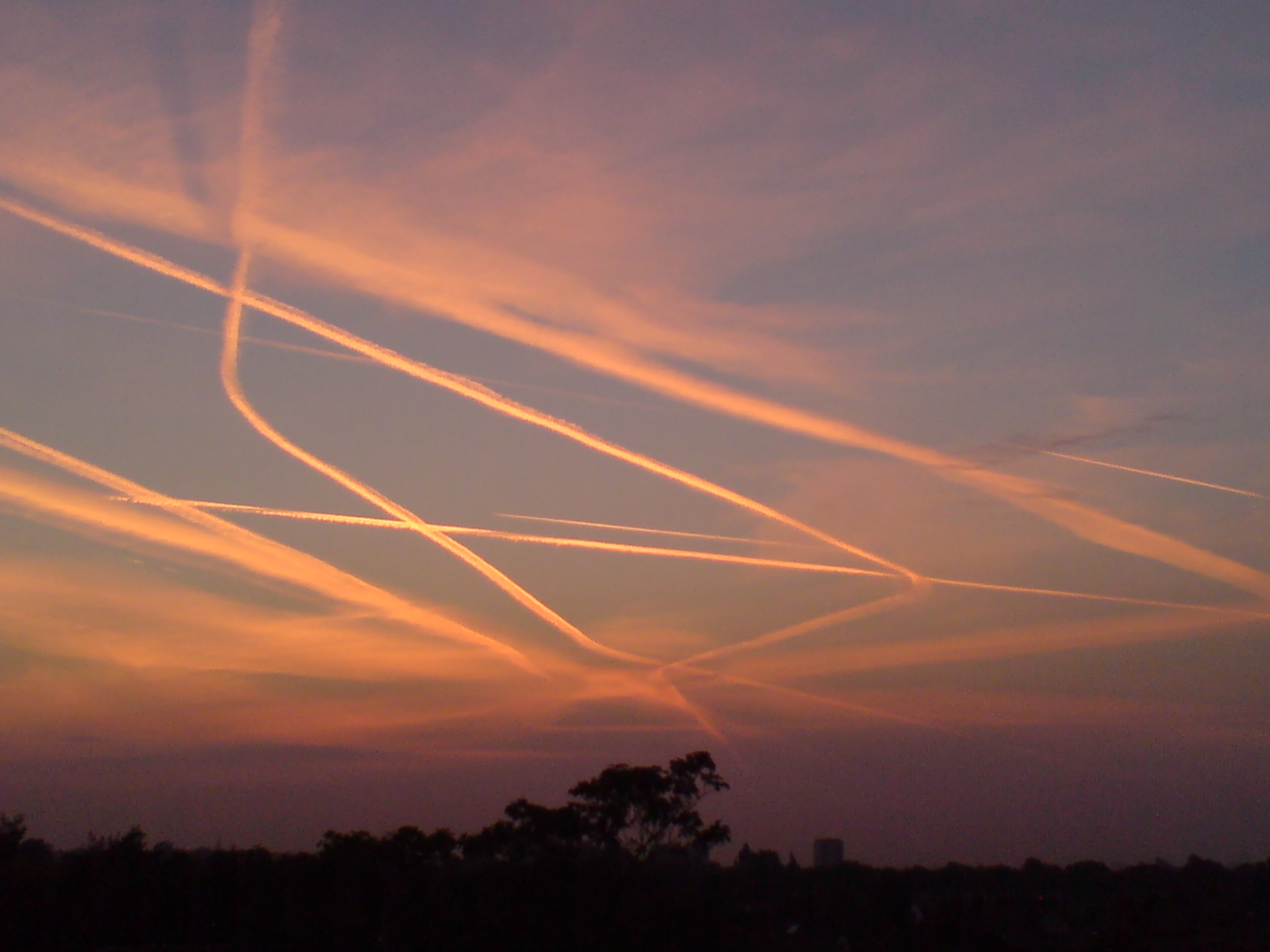
Repülőgépek keresztező kondenzvonalai London felett, egy nagy légiforgalmú terület felett.

A légiforgalmi irányítási rendszer mindennapi problémái elsősorban a rendszerre nehezedő légiforgalmi kereslet mennyiségéhez és az időjáráshoz kapcsolódnak. Számos tényező befolyásolja, hogy egy repülőtér adott idő alatt hány repülőgépet tud fogadni. Minden leszálló repülőgépnek le kell érnie, lassítania kell, és el kell hagynia a futópályát, mielőtt a következő repülőgép eléri a futópálya megközelítési végét. Ez a folyamat repülőgépenként legalább egy, de akár négy percet is igénybe vehet. Ha az érkezések közé indulásokat is beiktatnak, akkor egy futópálya körülbelül 30 érkezést tud kezelni óránként. Egy nagyobb repülőtér, amely két érkező futópályával rendelkezik, jó időjárási körülmények között körülbelül 60 érkezést tud kezelni óránként. Problémák akkor merülnek fel, amikor a légitársaságok több érkezést ütemeznek egy repülőtérre, mint amennyit fizikailag kezelni lehet, vagy amikor máshol fellépő késések miatt a repülőgépek olyan csoportjai érkeznek egyszerre, amelyek normál körülmények között időben szét lennének választva. Ilyenkor a repülőgépeket késleltetni kell a levegőben, meghatározott helyek felett körözve, amíg biztonságosan sorba nem állíthatók a futópályára. Az 1990-es évekig a várakoztatás – amely jelentős környezeti és költségbeli hatásokkal jár – számos repülőtéren rutinszerű gyakorlat volt. A számítógépes technológia fejlődése azonban lehetővé teszi, hogy a repülőgépeket órákkal előre sorba állítsák. Így a repülőgépeket már a felszállás előtt késleltethetik (úgynevezett „időrés” kijelölésével), vagy csökkentett sebességgel, lassabban haladhatnak a levegőben, ami jelentősen csökkenti a várakoztatás szükségességét.
Légiforgalmi irányítási hibák akkor fordulnak elő, ha a légi repülőgépek közötti távolság (akár függőleges, akár vízszintes) az Egyesült Államok Szövetségi Légiközlekedési Hatósága által előírt minimális távolság alá esik (az Egyesült Államok belföldi területére). A repülőterek körüli terminálellenőrzési területek (TCA) elkülönítési minimumai alacsonyabbak, mint az útvonali szabványok. A hibák általában az intenzív tevékenység utáni időszakokban fordulnak elő, amikor a vezérlők hajlamosak ellazulni, és figyelmen kívül hagyják a forgalmat és a körülményeket, amelyek a minimális távolság elvesztéséhez vezetnek.

### Időjárás

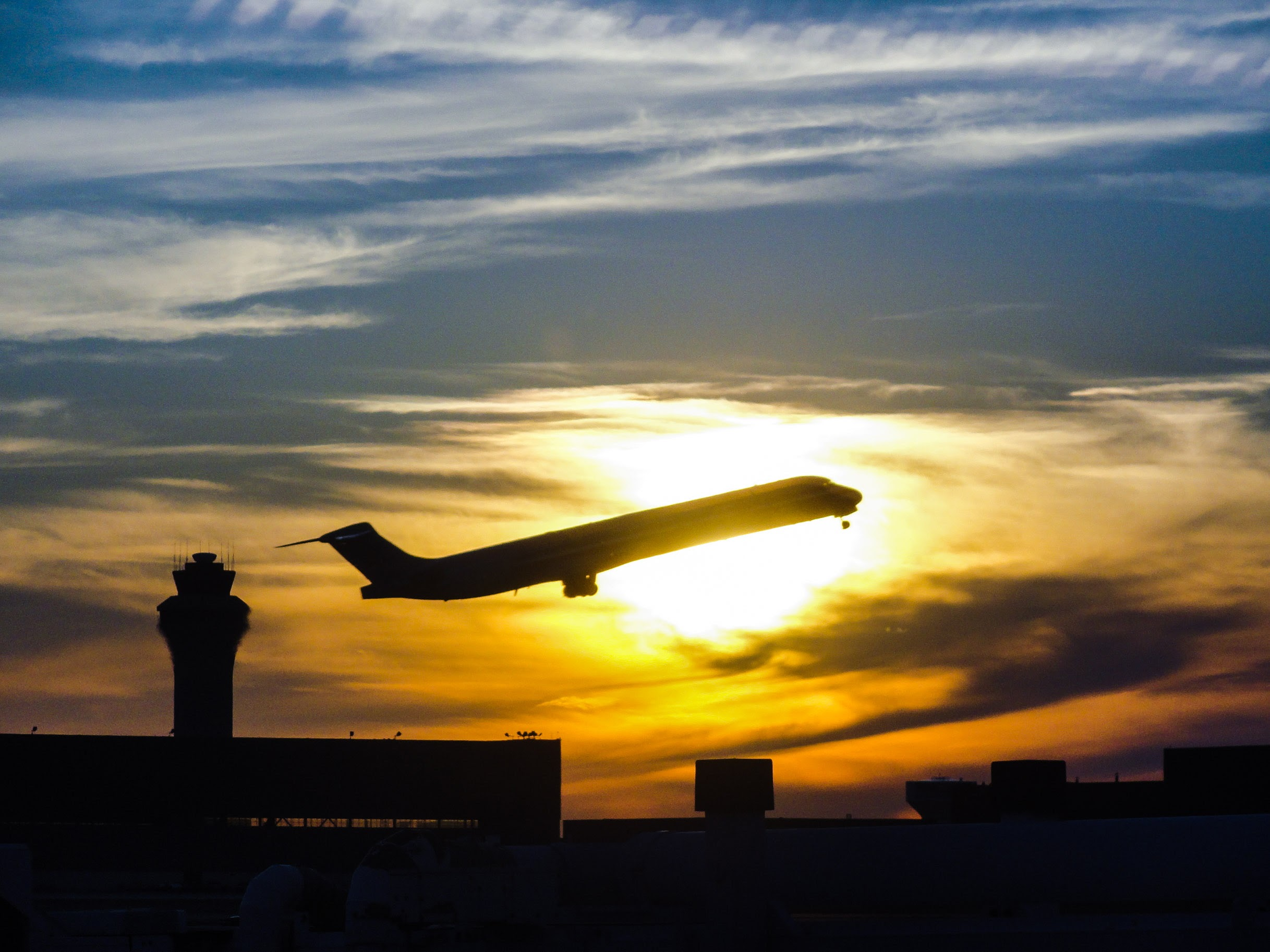
A Dallas/Fort Worth nemzetközi repülőtérről felszálló repülőgép az ATC toronnyal a háttérben.

A futópálya kapacitásproblémáin túl az időjárás is jelentős tényező a légiforgalom kapacitásában. Az eső, jég, hó vagy jégeső a futópályán meghosszabbítja a leszálló repülőgépek lassulási és futópályaelhagyási idejét, ezáltal csökkenti a biztonságos érkezési arányt, és nagyobb távolságot igényel a leszálló repülőgépek között. A köd szintén a leszállási arány csökkentését teszi szükségessé. Ezek a tényezők növelik a levegőben történő késéseket a várakozó repülőgépek számára. Ha több repülőgépet ütemeznek be, mint amennyit biztonságosan és hatékonyan lehetne a levegőben tartani, földi késleltetési programot vezethetnek be. Ez azt jelenti, hogy a repülőgépek indulását a földön késleltetik az érkezési repülőtér körülményei miatt.
A területi irányítóközpontokban a fő időjárási probléma a zivatar, amely számos veszélyt jelent a repülőgépekre. A fedélzeti repülőgépek eltérnek a viharoktól, csökkentve az útvonalrendszer kapacitását, mivel repülőgépenként több helyet igényelnek, vagy torlódást okoznak, mivel sok repülőgép egyetlen lyukon próbál átjutni a zivatarok sorában. Időnként az időjárási megfontolások késéseket okoznak a repülőgépeknek az indulás előtt, mivel az útvonalakat zivatarok zárják le.
Sok pénzt költöttek olyan szoftverek kifejlesztésére, amelyek segítik ennek a folyamatnak a leegyszerűsítését. Azonban egyes légiforgalmi irányító központokban (ACC) még mindig papírszalagokon rögzítik az adatokat minden egyes repülésről, és személyesen koordinálják az útvonalakat. Az újabb helyszíneken a repülési előrehaladási szalagokat elektronikus adatok váltották fel, amelyek számítógépes képernyőkön jelennek meg. Ahogy új berendezések kerülnek bevezetésre, egyre több helyszínen váltják le a papíralapú repülési szalagokat.

### Torlódás
A korlátozott irányítási kapacitás és a növekvő forgalom járatok törléséhez és késésekhez vezet:
- Amerikában az ATC okozta késések 69%-kal nőttek 2012 és 2017 között.  Az ATC személyzeti problémái a torlódások fő tényezői voltak.[14]
- Kínában a belföldi járatok átlagos késése 2017-ben 50%-kal, járatonként 15 percre nőtt.
- Európában 2018-ban a késések száma 105%-kal nőtt a kapacitás vagy a személyzet hiánya (60%), az időjárás (25%) vagy a sztrájkok (14%) miatt, ami 17,6 milliárd euróba (20,8 milliárd dollár) került az európai gazdaságnak. 28%-kal több, mint 2017.

Ekkorra a légiforgalmi szolgáltatások piaca 14 milliárd dollárt ért. A hatékonyabb ATC a repülési üzemanyag 5-10%-át takaríthatná meg a tartási minták és a közvetett légutak elkerülésével. 
A hadsereg elfoglalja a kínai légtér 80%-át, zsúfolva a repülőgépek számára nyitott vékony folyosókat. Az Egyesült Királyság csak hadgyakorlatok idejére zárja le katonai légterét.

## Hívójelek
A biztonságos légiforgalmi elkülönítés előfeltétele a megkülönböztető hívójelek kijelölése és használata. Ezeket az ICAO kérésre állandóan kiosztja rendszerint menetrend szerinti járatoknak, illetve egyes légierőknek és egyéb katonai szolgálatoknak katonai repülésekhez . Vannak írott hívójelek: két vagy hárombetűs kombináció, majd a járatszám, például AAL872 vagy VLG1011. Mint ilyenek, megjelennek a repülési terveken és az ATC radarcímkéken. A pilóták és a légiforgalmi irányítás közötti rádiókapcsolatban használatos hang- vagy rádiótelefonos hívójelek is megtalálhatók. Ezek nem mindig azonosak írott megfelelőikkel. Példa hangos hívójelre a „Speedbird 832” a „BAW832” helyett. Ezzel csökkenti az ATC és a repülőgép közötti összetéveszthetőség lehetőségét. Alapértelmezés szerint minden más járat hívójele a repülőgép regisztrációs száma (vagy az amerikai nyelvhasználatban a farok száma), például „N12345”, „C-GABC” vagy „EC-IZD”. A rövid rádiótelefon hívójelek ezekhez a számokhoz a NATO fonetikus abc-ének utolsó három betűje (pl. ABC, beszélt alfa-bravo-charlie a C-GABC esetén), vagy az utolsó három szám (pl. három-négy-öt N12345). Az Egyesült Államokban az előtag lehet egy repülőgéptípus, -modell vagy -gyártó az első regisztrációs karakter helyett, például az „N11842” „Cessna 842”-re változhat. Ez a rövidítés csak akkor megengedett, ha az egyes szektorokban létrejött a kommunikáció.
1980 körül még az IATA és az ICAO ugyanazokat a kétjegyű hívójeleket használták. Azonban a dereguláció után, a nagyobb számú új légitársaság miatt, az ICAO háromjegyű hívójeleket vezetett be, ahogyan azt fentebb említettük. Az IATA hívójeleket jelenleg a repülőtereken használják a bejelentő táblákon, de már nem alkalmazzák a légiforgalmi irányításban. Például az AA az IATA hívójele az American Airlines számára; az ATC megfelelője pedig az AAL. A rendszeres kereskedelmi járatok repülőgép-számait az üzemeltető légitársaság határozza meg, és azonos hívójelet használhatnak ugyanarra a menetrend szerinti járatra minden nap, még akkor is, ha az indulási időpont egy kicsit eltérhet a hét különböző napjain. A visszaútra vonatkozó hívójel gyakran csak az utolsó számjegyben tér el az odaút hívójától. Általában a légitársaságok repülőgépeinek számai párosak, ha kelet felé tartanak, és páratlanok, ha nyugat felé. Annak érdekében, hogy csökkentsék annak lehetőségét, hogy két hívójel túl hasonló legyen ugyanazon frekvencián, több légitársaság, különösen Európában, alfanumerikus hívójeleket kezdett használni, amelyek nem alapulnak a járatszámokon (pl. DLH23LG, kiejtve: Lufthansa-kettő-három-lima-golf, hogy elkerüljék a DLH23 és DLH24 közötti összekeveredést ugyanazon frekvencián). Ezen kívül a légiforgalmi irányítónak joga van megváltoztatni a „hangalapú” hívójelet, amíg a repülőgép az ő szektorában tartózkodik, ha fennáll a zűrzavar veszélye, és ilyenkor gyakran a repülőgép lajstromjelét választja helyette.

## Technológia
Számos technológia alkalmazható a légiforgalmi irányítási rendszerekben. Az elsődleges és másodlagos radarokat használják a légiforgalmi irányítók helyzet-tudatosságának növelésére az általuk felügyelt légtérben. Minden típusú repülőgép visszaveri a radar jeleit, amelyek különböző méretű elsődleges visszhangokat generálnak az irányítók képernyőjén, mivel a radarenergia visszaverődik a gépek felületéről. A válaszadóval rendelkező repülőgépek a másodlagos radar lekérdezéseire válaszolnak, és az alábbiakat közlik: egy azonosítót (Mode A), magasságot (Mode C) és / vagy egy egyedi hívójelet (Mode S). Bizonyos típusú időjárási jelenségek szintén megjelenhetnek a radar képernyőjén. Ezeket az adatokat, más radarokból származó információkkal együtt, összekapcsolják, hogy felépítsék a légi helyzetet. A radar nyomvonalak alapvető feldolgozása is történik, például a földi sebesség és a mágneses irányok kiszámítása.
Általában egy repülési adatfeldolgozó rendszer kezeli az összes repülési tervhez kapcsolódó adatot, kis vagy nagy mértékben beépítve a nyomvonal információit, miután a köztük lévő összefüggés (repülési terv és nyomvonal) létrejött. Mindezeket az információkat a modern működési kijelzőrendszerekhez továbbítják, így elérhetővé teszik a vezérlők számára.
A Szövetségi Légiközlekedési Hivatal (FAA) több mint 3 USD-t költött milliárd szoftverre, de egy teljesen automatizált rendszer még mindig várat magára. 2002-ben az Egyesült Királyság új területi irányítóközpontot állított üzembe a Londoni Területi Irányító Központban (LACC) a Hampshire-i Swanwickben, ezzel tehermentesítve a londoni Heathrow repülőtértől északra fekvő Middlesex állambeli West Drayton forgalmas külvárosi központját. A Lockheed-Martin szoftverei dominálnak a London Area Control Centerben. A központot azonban kezdetben szoftver- és kommunikációs problémák okozták, amelyek késéseket és időnkénti leállásokat okoztak.
Egyes eszközök állnak rendelkezésre a különböző tartományokban, amelyek további segítséget nyújtanak a vezérlőnek:
- Repülési adatfeldolgozó rendszerek: Ez a rendszer (általában minden központban egy) dolgozza fel az összes, a repüléssel kapcsolatos információt (repülési terv), jellemzően a kaputól kapuig (repülőtéri indulás / érkezés) időhorizonton belül. Az ilyen feldolgozott információkat más repülési tervhez kapcsolódó eszközök (például a Középtávú Ütközésészlelés (MTCD)) aktiválására használja, és az ilyen információkat minden érintett fél számára elosztja (légiforgalmi irányítók, kapcsolódó központok, repülőterek stb.). Rövid távú ütközési figyelmeztetés (STCA): Ez az eszköz a lehetséges ütközési pályákat ellenőrzi körülbelül két vagy három perces (vagy akár kisebb) időhorizonton (megközelítési kontextusban például 35 másodperc a francia Roissy és Orly megközelítő központokban) és figyelmezteti az irányítót a szétválasztás elvesztése előtt. Az alkalmazott algoritmusok bizonyos rendszerekben lehetővé teszik a vektorizálási megoldásokat is, azaz azt, hogy hogyan kell kanyarodni, süllyedni, sebességet növelni/csökkenteni vagy emelkedni a repülőgép számára annak érdekében, hogy elkerüljük a minimális biztonsági távolság vagy magassági tisztázás megsértését.  Minimális biztonsági magasság figyelmeztetés (MSAW): Egy eszköz, amely figyelmezteti az irányítót, ha egy repülőgép túl alacsonyan repül a földhöz képest, vagy ha a jelenlegi magassága és iránya alapján a terepen való ütközést kockáztat.  Rendszer koordináció (SYSCO): Lehetővé teszi az irányító számára, hogy tárgyalásokat folytasson a repülőgépek átviteléről egyik szektorból a másikba.  Területbehatolás figyelmeztetés (APW): Figyelmezteti az irányítót, ha egy repülőgép behatol egy korlátozott területre.  Érkezés- és induláskezelő: Segíti a repülőgépek felszállásának és leszállásának időzítését és szekvenciáját.  Induláskezelő (DMAN): Egy rendszersegéd az ATC számára a repülőtereken, amely kiszámítja a tervezett indulási áramlást, hogy optimális forgalmat biztosítson a futópályán, csökkentse a várakozást a tartózási pontnál, és eloszlassa az információkat a repülőtér különböző érintettjei között (pl. légitársaság, földi kiszolgálás, légiforgalmi irányítás).  Érkezéskezelő (AMAN): Egy rendszersegéd az ATC számára a repülőtereken, amely kiszámítja a tervezett érkezési áramlást, hogy fenntartja az optimális forgalmat a futópályán, csökkenti az érkezési várakozást, és elosztja az információkat a különböző érintettek között.  Passzív végső megközelítési távolságtartó eszköz (pFAST): Egy CTAS eszköz, amely futópálya hozzárendeléseket és szekvenciális számokat ad a terminál irányítóknak, hogy javítsa az érkezési sebességet a zsúfolt repülőtereken. A pFAST-ot öt amerikai TRACON-nál telepítették és működtették, mielőtt törölték. A NASA kutatásai aktív FAST képességet is tartalmaztak, amely szintén vektorizálási és sebesség ajánlásokat adott a futópálya és szekvencia tanácsok végrehajtásához.  Keresztirányú futópálya kijelzősegéd (CRDA): Lehetővé teszi a megközelítő irányítók számára, hogy két keresztirányú végső megközelítést futtassanak, és biztosítsák, hogy a go-around (újraindulás) minimális legyen.  Központi TRACON automatizálási rendszer (CTAS): Az Ames Kutatóközpont által kifejlesztett emberközpontú döntéstámogató eszközök egy sorozata. A CTAS eszközei közül több már terepen tesztelték, és átadták az FAA-nak operatív értékelésre és használatra. A CTAS eszközök közé tartozik a forgalomkezelési tanácsadó (TMA), passzív végső megközelítési távolságtartó eszköz (pFAST), együttműködő érkezési tervezés (CAP), közvetlen (D2), en-route süllyedési tanácsadó (EDA), és többközpontú TMA. A szoftver Linux rendszeren fut.  Forgalomkezelési tanácsadó (TMA): Egy CTAS eszköz, amely egy en-route döntéstámogató eszköz, amely időalapú mérési megoldásokat automatizál a TRACON-ra érkező repülőgépek felső határának biztosítására egy adott időszak alatt. Az ütemtervek úgy vannak meghatározva, hogy ne haladják meg a meghatározott érkezési sebességet, és az irányítók az ütemezett időpontokat használják, hogy megfelelő késedelmet biztosítsanak az érkezésekhez az en-route szakaszon. Ez összességében csökkenti az en-route késéseket, és a késedelmeket hatékonyabb légtérbe (magasabb magasságok) helyezik át, mint ha a TRACON határánál várakoznának, hogy elkerüljék a TRACON irányítók túlterhelését. A TMA működik a legtöbb en-route légi útforgalmi irányító központban (ARTCC), és folyamatosan fejlesztik, hogy kezelje a bonyolultabb forgalmi helyzeteket (pl. szomszédos központi mérés (ACM) és en-route indulási képesség (EDC)).  MTCD és URET  Az Egyesült Államokban a felhasználói kérés értékelő eszköz (URET) eltávolítja a papírszalagokat az ARTCC-k en-route irányítói számára azáltal, hogy egy olyan kijelzőt biztosít, amely megjeleníti az összes repülőgépet, amely a szektorban van vagy oda irányítják.  Európában több MTCD eszköz érhető el: iFACTS (National Air Traffic Services), VAFORIT (Deutsche Flugsicherung), új FDPS (Maastricht Upper Area Control). Az Egységes Európai Égbolt ATM Kutatás (SESAR) program hamarosan új MTCD koncepciókat indít.

Az URET és az MTCD 30-ig nyújt konfliktusra vonatkozó figyelmeztetést perccel előre, és rendelkezzen egy olyan segédeszköz-csomaggal, amely segít a megoldási lehetőségek és a kísérleti kérések értékelésében.
- Mode S: Az adatletöltést biztosít a repülési paraméterekről másodlagos felügyeleti radarakon keresztül, lehetővé téve a radar-feldolgozó rendszerek számára, hogy különféle adatokat jelenítsenek meg a repülésről, beleértve a légijármű egyedi azonosítóját (24 bites kódolás), a kijelzett légsebességet és a repülési irányítószintet, más paraméterek mellett. Controller–pilot data link communications (CPDLC): Lehetővé teszi a digitális üzenetek küldését az irányítók és a pilóták között, elkerülve a rádiótelefon használatát. Különösen hasznos olyan területeken, ahol korábban nehezen használható HF rádiótelefonokat alkalmaztak a repülőgépekkel való kommunikációra, például az óceánokon. Jelenleg több helyen is használják világszerte, többek között az Atlanti-óceánon és a Csendes-óceánon.  ADS-B: Automatikus függő felügyelet – sugárzás; különböző repülési paraméterek adatletöltését biztosít a légiforgalmi irányító rendszerek számára a válaszadón keresztül (1090 MHz), és azokat az adatokat más közeli repülőgépek is fogadhatják. A legfontosabb adat a repülőgép szélessége, hosszúsága és magassága: ezek az adatok lehetővé teszik egy radar-szerű kijelző létrehozását az irányítók számára, és így lehetővé teszik a pseudo-radar irányítást olyan területeken, ahol a radar telepítése alacsony forgalmi szint miatt költséges vagy technikailag nem megvalósítható (például óceánok felett). Jelenleg használják Ausztráliában, Kanadában, a Csendes-óceán egyes részein és Alaszkában.

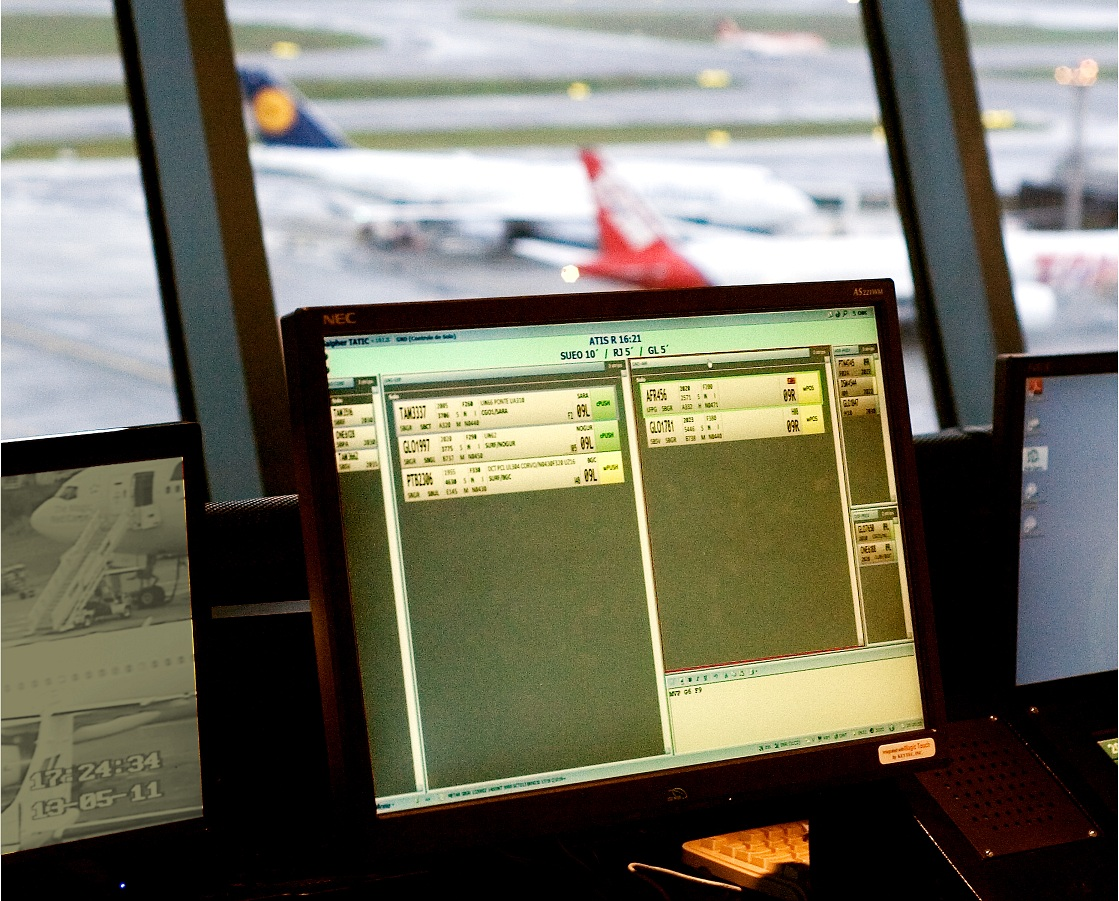
Elektronikus repülési folyamatjelző rendszer a São Paulo Intl. irányítótorony – földi irányítás.

- Elektronikus repülési szalag rendszer (e-szalag): Az elektronikus repülési szalagok rendszere, amely a papíralapú szalagokat váltja fel, több szolgáltató által is használatban van, mint például a Nav Canada, MASUAC, DFS, DECEA. Az e-szalagok lehetővé teszik az irányítók számára, hogy elektronikus repülési adatokat kezeljenek online, papírszalagok nélkül, csökkentve a manuális funkciók szükségességét, új eszközöket hozva létre, és csökkentve az ATCO munkaterhelését. Az első elektronikus repülési szalag rendszereket függetlenül és egyidejűleg találta fel és valósította meg a Nav Canada és a Saipher ATC 1999-ben. A Nav Canada rendszere EXCDS néven ismert, és 2011-ben NAVCANstrips névre keresztelték át, míg a Saipher első generációs rendszere SGTC néven ismert, és most a második generációs rendszerre, a TATIC TWR-ra frissítik. A DECEA Brazíliában a világ legnagyobb torony e-szalag rendszerének felhasználója, a legkisebb repülőterektől kezdve a legforgalmasabbakig, kihasználva a valós idejű információkat és adatgyűjtést több mint 150 helyszínről a légi forgalom kezelésére (ATFM), számlázásra és statisztikákra. Képernyőtartalom rögzítés: Hardver- vagy szoftver alapú rögzítő funkció, amely a legtöbb modern automatizálási rendszer része, és rögzíti az ATCO számára megjelenített képernyőtartalmat. Az ilyen felvételeket későbbi visszajátszáshoz használják, audio felvételekkel együtt, vizsgálatok és esemény utáni elemzés céljából.  Kommunikációs navigációs felügyelet / légi forgalom irányítási rendszerek (CNS / ATM): A kommunikációs, navigációs és felügyeleti rendszerek, amelyek digitális technológiákat alkalmaznak, beleértve a műholdas rendszereket, valamint különböző szintek automatizálását, támogatva a zökkenőmentes globális légi forgalom irányítási rendszert.

## Léginavigációs szolgáltatók (ANSP-k) és légiforgalmi szolgáltatók (ATSP-k)
- Azerbaijan – AzərAeroNaviqasiya
- Albania – Albcontrol
- Algeria – Etablissement National de la Navigation Aérienne (ENNA)
- Argentina – Empresa Argentina de Navegación Aérea (EANA)
- Armenia – Armenian Air Traffic Services (ARMATS)
- Australia – Airservices Australia (government owned corporation) and Royal Australian Air Force
- Austria – Austro Control
- Bangladesh – Civil Aviation Authority, Bangladesh
- Belarus – Republican Unitary Enterprise Белаэронавигация (Belarusian Air Navigation)
- Belgium – Skeyes - Authority of Airways
- Bosnia and Herzegovina – Agencija za pružanje usluga u zračnoj plovidbi (Bosnia and Herzegovina Air Navigation Services Agency)
- Brazil – Departamento de Controle do Espaço Aéreo (ATC/ATM Authority) and ANAC – Agência Nacional de Aviação Civil (Civil Aviation Authority)
- Bulgaria – Air Traffic Services Authority
- Cambodia – Cambodia Air Traffic Services (CATS)
- Canada – Nav Canada, formerly provided by Transport Canada and Canadian Forces
- Cayman Islands – CIAA Cayman Islands Airports Authority
- Central America – Corporación Centroamericana de Servicios de Navegación Aérea
  - Guatemala – Dirección General de Aeronáutica Civil (DGAC)
  - El Salvador
  - Honduras
  - Nicaragua – Empresa Administradora Aeropuertos Internacionales (EAAI)
  - Costa Rica – Dirección General de Aviación Civil
  - Belize
- Chile – Dirección General de Aeronáutica Civil (DGAC)
- Colombia – Aeronáutica Civil Colombiana (UAEAC)
- Croatia – Hrvatska kontrola zračne plovidbe (Croatia Control Ltd.)
- Cuba – Instituto de Aeronáutica Civil de Cuba (IACC)
- Czech Republic – Řízení letového provozu ČR
- Cyprus – Department of Civil Aviation
- Denmark – Naviair (Danish ATC)
- Dominican Republic – Instituto Dominicano de Aviación Civil (IDAC) 'Dominican Institute of Civil Aviation'
- Eastern Caribbean – Eastern Caribbean Civil Aviation Authority (ECCAA)
  - Anguilla
  - Antigua and Barbuda
  - British Virgin Islands
  - Dominica
  - Grenada
  - Saint Kitts and Nevis
  - Saint Lucia
  - Saint Vincent and the Grenadines
- Ecuador – Dirección General de Aviación Civil (DGAC) 'General Direction of Civil Aviation' government body
- Estonia – Estonian Air Navigation Services
- Europe – Eurocontrol (European organisation for the safety of air navigation)
- Fiji – Fiji Airports (fully owned government commercial company)
- Finland – Finavia
- France – Direction Générale de l'Aviation Civile (DGAC): Direction des Services de la Navigation Aérienne (DSNA) (government body)
- Georgia – SAKAERONAVIGATSIA, Ltd. (Georgian Air Navigation)
- Germany – Deutsche Flugsicherung (German ATC – state-owned company)
- Greece – Hellenic Civil Aviation Authority (HCAA)
- Hong Kong – Civil Aviation Department (CAD)
- Hungary – HungaroControl Magyar Légiforgalmi Szolgálat Zrt. (HungaroControl Hungarian Air Navigation Services Pte. Ltd. Co.)
- Iceland – ISAVIA
- India – Airports Authority of India (AAI) (under Ministry of Civil Aviation, Government of India and Indian Air Force)
- Indonesia – AirNav Indonesia
- Iran – Iran Civil Aviation Organization (ICAO)
- Ireland – Irish Aviation Authority (IAA)
- Iraq – Iraqi Air Navigation – ICAA
- Israel – Israeli Airports Authority (IIA)
- Italy – ENAV SpA and Italian Air Force
- Jamaica – Jamaica Civil Aviation Authority (JCAA)
- Japan – Japan Civil Aviation Bureau (JCAB)
- Kenya – Kenya Civil Aviation Authority (KCAA)
- Latvia – LGS (Latvian ATC)
- Lithuania – ANS (Lithuanian ATC)
- Luxembourg – Administration de la navigation aérienne (ANA – government administration)
- Macedonia – DGCA (Macedonian ATC)
- Malaysia – Civil Aviation Authority of Malaysia (CAAM)
- Malta – Malta Air Traffic Services Ltd
- Mexico – Servicios a la Navegación en el Espacio Aéreo Mexicano
- Morocco – Office National Des Aeroports (ONDA)
- Nepal – Civil Aviation Authority of Nepal
- Netherlands – Luchtverkeersleiding Nederland (LVNL) (Dutch ATC) Eurocontrol (Maastricht Upper Area Control Centre)
- New Zealand – Airways New Zealand (state owned enterprise)
- Nigeria – Nigeria Civil Aviation Authority (NCAA)
- Norway – Avinor (state-owned private company)
- Oman – Directorate General of Meteorology & Air Navigation (Government of Oman)
- Pakistan – Civil Aviation Authority (under Government of Pakistan)
- Peru – Centro de Instrucción de Aviación Civil (CIAC)
- Philippines – Civil Aviation Authority of the Philippines (CAAP) (under the Philippine Government)
- Poland – Polish Air Navigation Services Agency (PANSA)
- Portugal – NAV (Portuguese ATC)
- Puerto Rico – Administracion Federal de Aviacion
- Romania – Romanian Air Traffic Services Administration (ROMATSA)
- Russia – Federal State Unitary Enterprise (State ATM Corporation)
- Saudi Arabia – Saudi Air Navigation Services (SANS)
- Seychelles – Seychelles Civil Aviation Authority (SCAA)
- Singapore – Civil Aviation Authority of Singapore (CAAS)
- Serbia – Serbia and Montenegro Air Traffic Services Agency Ltd. (SMATSA)
- Slovakia – Letové prevádzkové služby Slovenskej republiky
- Slovenia – Slovenia Control
- South Africa – Air Traffic and Navigation Services (ATNS)
- South Korea – Korea Office of Civil Aviation
- Spain – AENA now AENA S.A. (Spanish Airports) and ENAIRE (ATC & ATSP)[17]
- Sri Lanka – Airport & Aviation Services (Sri Lanka) Limited (government owned company)
- Sweden – LFV (government body)
- Switzerland – Skyguide
- Taiwan – ANWS (Civil Aeronautical Administration)
- Thailand – AEROTHAI (Aeronautical Radio of Thailand)
- Trinidad and Tobago – Trinidad and Tobago Civil Aviation Authority (TTCAA)
- Turkey – General Directorate of State Airports Authority (DHMI)
- United Arab Emirates – General Civil Aviation Authority (GCAA)
- United Kingdom – National Air Traffic Services (NATS) (49% state-owned public-private partnership, civilian and military)
- United States – Federal Aviation Administration (FAA) (government body)
- Ukraine – Ukrainian State Air Traffic Service Enterprise (UkSATSE)
- Venezuela – Instituto Nacional de Aeronautica Civil (INAC)
- Vietnam – Vietnam Air Traffic Management Corporation (VATM)[18]
- Zambia – Zambia Civil Aviation Authority (ZCAA)[19]
- Zimbabwe – Zimbabwe Civil Aviation Authority[20]

## Javasolt változtatások
Az Egyesült Államokban a forgalomirányítási eljárások néhány módosítását vizsgálják:
- A következő generációs légi közlekedési rendszer azt vizsgálja, hogyan lehet átalakítani az Egyesült Államok nemzeti légtérrendszerét.
- A szabad repülés egy fejlődő légiforgalmi irányítási módszer, amely nem használ központi irányítást (pl. légiforgalmi irányítókat). Ehelyett a légtér egyes részeit dinamikusan és automatikusan, elosztott módon, számítógépes kommunikáció segítségével lefoglalják, hogy biztosítsák a légi járművek szükséges elkülönítését.

Európában az Egységes Európai Égbolt ATM Kutatás (SESAR) program célja, hogy új módszereket, technológiákat, eljárásokat és rendszereket fejlesszen ki a jövőbeli (2020 után) légi forgalmi igények kielégítésére. 2018 októberében az európai légiforgalmi irányítói szakszervezetek elutasították, hogy célokat tűzzenek ki az ATC fejlesztésére, mivel azt „idő- és erőfeszítést pazaroltnak” tartották, mivel az új technológia csökkentheti a költségeket a felhasználók számára, de veszélyeztetheti a munkahelyeiket. 2019 áprilisában az EU egy „Digitális Európai Égbolt” megteremtését sürgette, amely a költségek csökkentésére összpontosít a közös digitalizációs szabványok alkalmazásával, és lehetővé tenné az irányítók számára, hogy oda költözzenek, ahol szükség van rájuk, a nemzeti légiforgalmi irányító központok összevonása helyett, mivel az nem oldaná meg az összes problémát. Az egyesült légi forgalmi irányítási szolgáltatások az olyan kontinens méretű országokban, mint az Egyesült Államok és Kína, nem enyhítik a torlódásokat. Az Eurocontrol próbálja csökkenteni a késéseket azzal, hogy a járatokat kevésbé forgalmas útvonalakra tereli: az európai légi útvonalakat újratervezték, hogy illeszkedjenek az áprilisban megnyílt isztambuli új repülőtérhez, de a többletkapacitás fel fog szívódni a légi közlekedés iránti növekvő kereslet révén.
A jól fizetett nyugat-európai munkahelyek olcsóbb munkaerővel költözhetnének keletre. Az átlagos spanyol irányító több mint 200 000 eurót keres évente, ami több mint hétszerese az országos átlagbérnek, többet, mint a pilóták, és legalább tíz irányító 810 000 euró (1,1 millió dollár) feletti fizetést kapott 2010-ben. A francia irányítók összesen kilenc hónapot töltöttek sztrájkkal 2004 és 2016 között. 

### Privatizáció
Sok ország is privatizálta vagy korporatizálta a léginavigációs szolgáltatóit. Számos modell létezik, amelyek alkalmazhatók a légiforgalmi irányító szolgáltatók számára. Az első modell szerint az ATC szolgáltatások egy kormányzati ügynökség részeként működnek, ahogy jelenleg az Egyesült Államokban is történik. Ennek a modellnek a problémája, hogy a finanszírozás gyakran ingadozó lehet, és ez megzavarhatja a szolgáltatások fejlesztését és működtetését. Előfordulhat, hogy a finanszírozás megszűnik, ha a törvényhozók nem tudják időben jóváhagyni a költségvetéseket. A privatizáció támogatói és ellenzői egyaránt elismerik, hogy a stabil finanszírozás az ATC infrastruktúra sikeres fejlesztésének egyik fő tényezője. A finanszírozási problémák közé tartozik a projekt-elvonás és a politikai beavatkozás. A privatizáció hívei azt állítják, hogy ha az ATC szolgáltatásokat magánvállalathoz helyeznék, akkor a hosszú távú finanszírozás stabilizálódna, ami kiszámíthatóbb tervezést és új technológia bevezetését, valamint a személyzet képzését eredményezné.
Egy másik modell az, hogy az ATC szolgáltatásokat egy állami vállalat nyújtja. Ezt a modellt Németországban használják, ahol a finanszírozást felhasználói díjakból szerzik meg. Egy másik modell az, hogy egy profitorientált vállalat működtet ATC szolgáltatásokat. Ezt a modellt használják az Egyesült Királyságban, de az ottani rendszerrel számos probléma merült fel, köztük egy 2014 decemberi nagyszabású meghibásodás, amely késéseket és járattörléseket okozott, és a vállalat által bevezetett költségcsökkentési intézkedéseknek tulajdonítható. . Valójában az év elején a német kormány tulajdonában lévő vállalat nyerte meg az ATC szolgáltatások nyújtását az Egyesült Királyságban lévő Gatwick repülőtéren. Az utolsó modell, amelyre gyakran az Egyesült Államok javasolt átállási modellje, egy non-profit szervezet létrehozása, amely a Kanadában használt ATC-szolgáltatásokat kezelné. 
A kanadai rendszer az, amelyet a privatizáció hívei gyakran modellként említenek. A légiforgalmi irányítás privatizációja Kanadában sikeres volt a Nav Canada létrehozásával, egy magán nonprofit szervezettel, amely csökkentette a költségeket, és lehetővé tette az új technológiák gyorsabb bevezetését, mivel eltávolították a bürokratikus akadályokat. Ennek eredményeként rövidebb repülések és kevesebb üzemanyag felhasználás valósult meg. A repülések biztonságosabbá váltak az új technológiáknak köszönhetően. A Nav Canada a légitársaságoktól beszedett díjakból van finanszírozva, amelyek a repülőgép súlya és a megtett távolság alapján kerülnek meghatározásra.
A légiforgalmi irányítást a nemzeti kormányok irányítják, néhány kivételtől eltekintve: az Európai Unióban csak Olaszország rendelkezik magánszereplőkkel. A privatizáció nem garantál alacsonyabb árakat: a MUAC profitmarzsa 70%-os volt 2017-ben, mivel nincs verseny, de a kormányok biztosíthatnak fix feltételek melletti koncessziókat. Ausztrália, Fidzsi és Új-Zéland az óceáni szigetek kormányainak végzik a felső légtér irányítását. A HungaroControl távoli repülőtéri torony szolgáltatásokat kínál Budapestről, és 2014 óta a koszovói felső légtér irányítását is biztosítja.

## ATC szabályozások az Egyesült Államokban
Az Egyesült Államok légtérre 21 zónára (központra) van felosztva, és minden zóna több szektorra oszlik. Ezen kívül minden zónában vannak olyan légtérszakaszok, amelyek körülbelül 50 mérföld (80 kilométer) átmérőjűek, és ezeket TRACON (Terminál Radar Megközelítési Irányítás) légtérnek nevezik. Minden TRACON légtérben számos repülőtér található, mindegyik saját légtérrel rendelkezik, amelynek 5 mérföld (8,0 kilométer) sugara van. Az FAA irányító torony operátorai (CTO) / légiforgalmi irányítók az FAA 7110.65 rendeletet használják az összes légiforgalmi eljárás hivatalos szabályozásaként.

## Fordítás
Ez a szócikk részben vagy egészben  az   Air traffic control system című angol Wikipédia-szócikk fordításán alapul.  Az eredeti cikk szerkesztőit annak laptörténete sorolja fel. Ez a jelzés csupán a megfogalmazás eredetét és a szerzői jogokat jelzi, nem szolgál a cikkben szereplő információk forrásmegjelöléseként.

## Külső hivatkozások
- Az Egyesült Államok Repülési Bizottságának Centenáriumi évfordulója – Légiforgalmi irányítás. [2006. május 24-i dátummal az eredetiből archiválva]. (Hozzáférés: 2025. január 3.)
- Az The short film
- NASA videó az amerikai légi forgalomról. YouTube
- Radarantennák a légiforgalmi irányításban (a radar alapjairól szóló videósorozat része). YouTube